# Laguna Bahía Toco Largo
La bahía Toco Largo es una laguna de Bolivia de agua dulce perteneciente a la cuenca del Plata, ubicada en la provincia de Velasco en el departamento de Santa Cruz. Tiene unas dimensiones de 6,5 kilómetros de largo por 1,90 kilómetros de ancho máximo y una superficie de 6,5 km², la laguna esta en una zona de humedales habiendo otras muchas lagunas.